# Гвимрала
Гвимрала (груз. გვიმრალა) — село в Грузии, на территории Самтредского муниципалитета края (мхаре) Имеретия.

## География
Село находится в западной части Грузии, к северу от реки Риони, на расстоянии 6 километров к востоко-северо-востоку от города Самтредиа, административного центра муниципалитета.

## Население
По результатам официальной переписи населения 2014 года, в Гвимрале проживало 275 человек (142 мужчины и 133 женщины). В национальной структуре населения грузины составляли 98,9 %, абхазы — 0,36 %, русские — 0,36 %, украинцы — 0,36 %.
| Год  | Население, человек |
| ---- | ------------------ |
| 2002 | 518                |
| 2014 | ↘ 275              |